# SV Kreiensen 06
Der SV Kreiensen 06 war ein Sportverein aus Kreiensen im Landkreis Northeim. Die erste Fußballmannschaft der Männer spielte ein Jahr in der höchsten niedersächsischen Amateurliga.

## Geschichte
Der Verein wurde im Jahre 1906 gegründet und stieg im Jahre 1948 in die Landesliga Hildesheim, seinerzeit die höchste niedersächsische Amateurliga, auf. Mit lediglich fünf Saisonsiegen stieg die Mannschaft als Vorletzter wieder ab. Ein Jahr später wurde der SV 06 auch in der drittklassigen Amateurliga 5 Letzter und damit in die Bezirksliga durchgereicht. Schon im Jahre 1956 folgte der Abstieg in die Kreisklasse.

## Nachfolgeverein FC Kreiensen/Greene
Der SV Kreiensen 06 fusionierte später mit dem Post-SV Kreiensen zum Post-SV Kreiensen 06. Seit 2003 bildet dieser Verein mit dem SC Greene eine Spielgemeinschaft. In der Saison 2003/04 gelang dem Verein FC Kreiensen/Greene der Gewinn der Kreisliga Northeim/Einbeck und der Aufstieg in die damalige Bezirksklasse. Leider stieg der FC postwendend ab und wurde in die 1. Kreisklasse durchgereicht. Dem FC Kreiensen/Greene gelang im Jahre 2010 der Aufstieg in die Kreisliga Einbeck/Northeim, wo die Mannschaft heute noch spielt. In der Saison 2015/16 zog der FC Kreiensen/Greene seine Mannschaft aus der Kreisliga Northeim/Einbeck zurück.